# Indicació geogràfica
La indicació geogràfica (IG) és un nom utilitzat per a designar un producte agrícola, alimentós o d'altre tipus, que posseeix un origen geogràfic determinat i la qualitat del qual o reputació es deu a aquest lloc d'origen. Habitualment, consisteix en el nom de la localitat, regió o país d'origen de tals productes.
Degut al fet que les qualitats del producte provenen del mitjà geogràfic que s'elaboren, la indicació geogràfica suposa un vincle entre el producte i el lloc d'origen.

## Exemples d'indicacions geogràfiques
Aquests signes són aplicables a una àmplia gamma de productes, per exemple el "rocafort" utilitzat per a designar a un formatge produït a Rocafort (Occitània) o el "maó" per al produït a Menorca.
Això no obstant, la IG no es limita només als productes agrícoles, ja que pot servir per a destacar les qualitats particulars d'un producte que siguen conseqüència de factors humans propis del lloc d'origen. Se cita com a exemple d'açò últim a la indicació geogràfica "Swiss" (suís), protegida en nombrosos països i utilitzada per a designar productes fabricats en Suïssa.

## Regulacions

### Unió Europea
D'acord amb la normativa de la Unió Europea, es protegeix la indicació geogràfica protegida (IGP) si el vincle del nom del producte amb el mitjà geogràfic segueix present en almenys una de les etapes de la producció, de la transformació o de l'elaboració. A més, el producte pot beneficiar-se de la bona reputació de la regió geogràfica.